# Marco Fritz
Marco Fritz (Korb, 3 ottobre 1977) è un arbitro di calcio tedesco, internazionale dal 2012.

## Carriera
Il 25 maggio 2022 è VAR nella finale di Conference League 2021-2022 Roma-Feyenoord, diretta dal rumeno Istvan Kovacs.
Il 10 giugno 2023 è supporto VAR nella finale di Champions League 2022-2023 Manchester City-Inter, coaudiovando il VAR polacco Tomasz Kwiatowski e l'arbitro polacco Szymon Marciniak.
Il 23 aprile 2024 la UEFA lo ha convocato per il campionato d'Europa 2024 in Germania, nel ruolo di VAR insieme ai colleghi Bastian Dankert e Christian Dingert, agli arbitri Daniel Siebert e Felix Zwayer ed agli assistenti Stefan Lupp, Marco Achmüller, Jan Seidel e Rafael Foltyn.